# Зільберман Григорій Євсейович
Григо́рій Євсе́йович Зільберман — доктор фізико-математичних наук, професор.
Випускник кафедри фізики та радіоелектроніки університету ім. Кожедуба. Працював завідувачем кафедри фізики та радіоелектроніки.
Григорій Зільберман зробив великий внесок у справу становлення інституту монокристалів НАН України.
Його перу належить підручник «Електрика та магнетизм» (1970).